# Антифашистські збори народного визволення Македонії

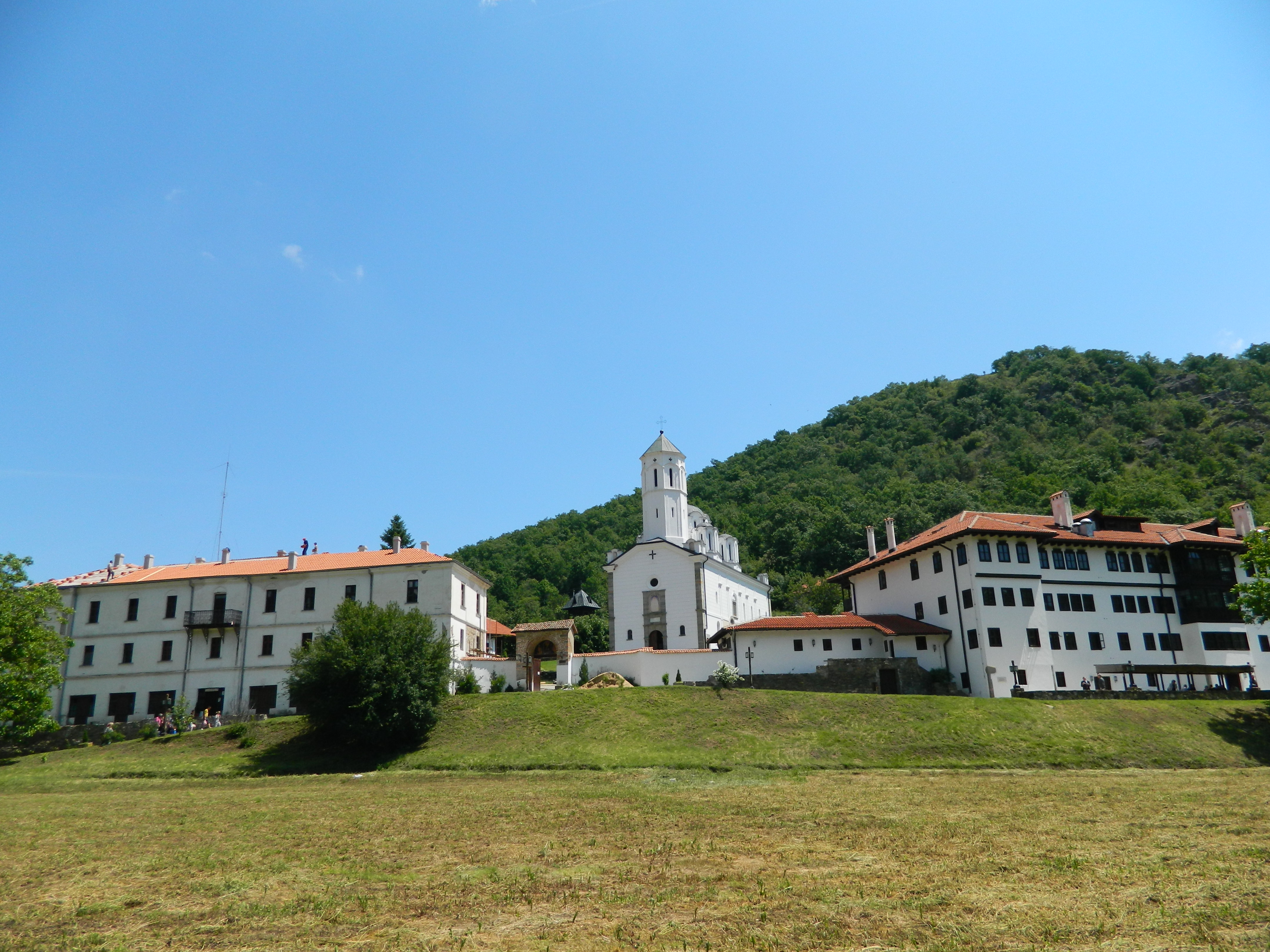
Монастир Прохора Пчинського

Антифашистські збори народного визволення Македонії або АСНОМ (мак. Антифашистичко Собрание на Народното Ослободување на Македонија) було скликано 2 серпня 1944 (в річницю Ілінденского повстання) в монастирі Прохора Пчинського, недалеко від міста Куманово. АСНОМ проголосили себе «верховним, законодавчим, представницьким і виконавчим найвищим органом державної влади Демократичної Македонії».

## Рішення
Збори ухвалили рішення проголосити македонську державність і македонську мову, а також рівність македонських громадян незалежно від етнічної приналежності.
АСНОМ відкидали Незалежну державу Македонія, засновану болгарською окупаційною владою у 1944 році.

## Члени

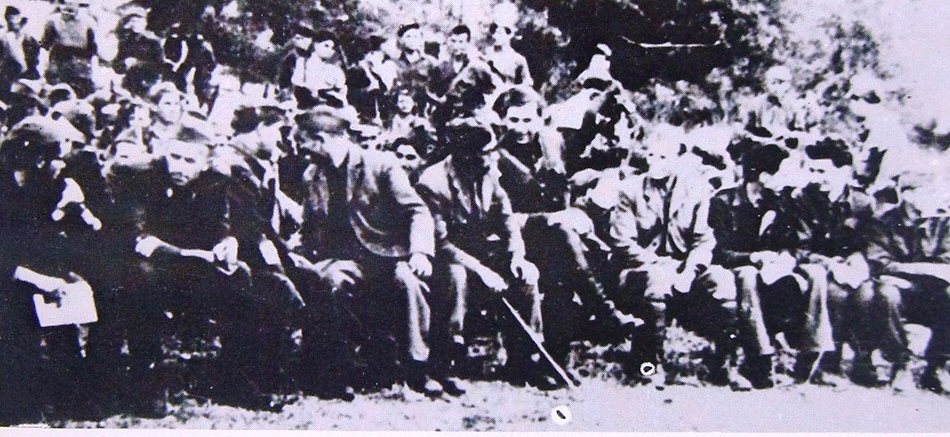
Делегати 2 серпня 1944

Головою АСНОМ був Методія Андронов-Ченто. Одним з учасників АСНОМ був Кіро Глігоров, перший президент незалежної Македонії.